# Breaking Hearts
Albums de Elton John
Too Low for Zero
(1983) Ice on Fire
(1985)
Singles
1. Sad Songs (Say So Much)
Sortie : mai 1984
2. Passengers
Sortie : 1984
3. Who Wears These Shoes?
Sortie : 1984
4. In Neon
Sortie : 1984
5. Breaking Hearts (Ain't What it Used to Be)
Sortie : 1984

Breaking Hearts est le dix-huitième album studio d'Elton John, sorti en 1984.

## Liste des titres
Toutes les chansons sont d'Elton John et Bernie Taupin, sauf mention contraire.

### Face 1
1. Restless – 5:17
2. Slow Down Georgie (She's Poison) – 4:10
3. Who Wears These Shoes? – 4:04
4. Breaking Hearts (Ain't What It Used to Be) – 3:34
5. Li'l 'Frigerator – 3:37

### Face 2
1. Passengers (John, Taupin, Davey Johnstone, Phineas McHize) – 3:24
2. In Neon – 4:19
3. Burning Buildings – 4:02
4. Did He Shoot Her? – 3:21
5. Sad Songs (Say So Much) – 4:55

## Musiciens
- Elton John : chant, piano
- Davey Johnstone : guitare, chœurs
- Dee Murray : basse, chœurs
- Nigel Olsson : batterie, chœurs
- Andrew Thompson : saxophone (5)

## Classements et certifications
| Pays et classement                          | Meilleure position |
| ------------------------------------------- | ------------------ |
| Australie - Kent Music Report               | 1                  |
| Autriche                                    | 4                  |
| Canada - RPM Albums Chart                   | 10                 |
| Pays-Bas - MegaCharts                       | 41                 |
| Japon - Oricon                              | 54                 |
| Nouvelle-Zélande                            | 2                  |
| Norvège - VG-lista                          | 7                  |
| Espagne                                     | 5                  |
| Suède - Sverigetopplistan                   | 11                 |
| Suisse - Schweizer Hitparade                | 1                  |
| Royaume-Uni - UK Albums Chart               | 2                  |
| États-Unis - Billboard 200                  | 20                 |
| Allemagne de l'Ouest - Media Control Charts | 5                  |

| Pays et classement (1984) | Position |
| ------------------------- | -------- |
| Australie                 | 16       |
| Autriche                  | 26       |
| Canada                    | 42       |
| Suisse                    | 11       |
| Royaume-Uni               | 33       |

| Pays                    | Certification | Ventes certifiées |
| ----------------------- | ------------- | ----------------- |
| Australie (ARIA)        | Platine       | 70 000            |
| Nouvelle-Zélande (RMNZ) | Platine       | 15 000            |
| Royaume-Uni (BPI)       | Or            | 240 000           |
| États-Unis (RIAA)       | Platine       | 1 000 000         |